# Pureza
Pureza este un oraș în Rio Grande do Norte (RN), Brazilia.